# Неуродиверзитет
Неуродиверзитет је оквир за разумевање функције људског мозга и менталних поремећаја. Он тврди да је различитост у људској спознаји нормална и да су нека стања класификована као ментални поремећаји разлике и инвалидности који нису нужно патолошки.
Оквир је израстао из покрета за права аутистичних и гради се на социјалном моделу инвалидитета, тврдећи да инвалидност делимично произилази из друштвених баријера, уместо да се инвалидност приписује искључиво инхерентним дефицитима. Уместо тога, неуродиверзитет поставља људске когнитивне варијације у контекст биодиверзитета и политике мањинских група. Неки заговорници и истраживачи неуродиверзитета тврде да је парадигма неуродиверзитета средина између јаког медицинског модела и јаког друштвеног модела.
Парадигма неуродиверзитета била је контроверзна међу заговорницима права људи са инвалидитетом, а противници тврде да ризикује умањивање патње повезане са неким инвалидитетом и да позива на прихватање ствари које би неки желели да се лече.